# シナプス形成
機能する神経回路は、正しくシナプスでつながっている。神経細胞から伸長した軸索の末端は、軸索誘導により、その標的細胞近辺に到達する。シナプス形成 (synapse formation, synaptogenesis) は、軸索とその標的の間にシナプスができる神経回路形成における重要なプロセスである。シナプス形成には、シナプス前部とシナプス後部の標的細胞が正しく結合すること（シナプス特異性）と、シナプス前部と後部が同じ場所に配向して、シナプス前部にシナプス顆粒の蓄積が生じるとともに、シナプス後部に神経伝達物質受容体の集積が生じるというシナプス分化の段階がある。シナプス形成は、シナプス前部（多くの場合、軸索）とシナプス後部（神経細胞の樹状突起、筋肉など）の間に様々なシグナルが交換される細胞間相互作用によって制御されている。

## 化学親和説
様々な軸索誘導のメカニズムにより、軸索の終末はシナプス形成を行う標的付近まで到達する。こうして到達した軸索は、正しい標的細胞、そして標的細胞表面の正しい位置にシナプスを作る。正しい標的を認識するのに、「鍵」と「鍵穴」のような関係があって成立するという仮説が化学親和説である。半世紀ほど前、ロジャー・スペーリーによって提案された。化学親和説は、視覚系における投射地図形成のメカニズムとして研究され、エフリン・Ephキナーゼを中心とした分子機構が働いていると考えられている。一方、標的細胞を認識してシナプス形成を開始するメカニズムについては、あまりわかっていない。

## アグリン
シナプス形成の仕組みを理解するのに、よく用いられてきた実験材料は、アセチルコリンを神経伝達物質とする神経筋接合部である。運動神経の軸索は、標的である筋肉の上で巨大な神経筋接合部を形成する。神経筋接合部においては、軸索末端の直下の筋肉細胞上に、アセチルコリン受容体が集積する。この受容体集積のメカニズムを理解するのに、軸索からプロテオグリカンの一種アグリンが放出され、筋肉細胞に働きかけているという仮説が提出された。現在、この仮説はほぼ正しいことが、様々な研究からわかっている。アグリンは、筋肉上のMuSKという受容体型タンパク質キナーゼを介して、シナプス形成に必要なシグナルとなる。